# Kén-dibromid
A kén-dibromid mérgező gáz, képlete Br2S.
Könnyen dikén-dibromidra – S2Br2 – és elemi brómra bomlik. Vízben hidrolizál, így kén-dioxid, hidrogén-bromid és elemi kén keletkezik.

## Fordítás
Ez a szócikk részben vagy egészben  a   Sulfur dibromide című angol Wikipédia-szócikk ezen változatának fordításán alapul.  Az eredeti cikk szerkesztőit annak laptörténete sorolja fel. Ez a jelzés csupán a megfogalmazás eredetét és a szerzői jogokat jelzi, nem szolgál a cikkben szereplő információk forrásmegjelöléseként.